# Harvey Milk High School
Harvey Milk High School es una escuela de educación secundaria del Departamento de Educación de la Ciudad de Nueva York en el barrio East Village de Nueva York concebida para ser un lugar seguro para estudiantes LGBT. Su nombre es en honor del político gay californiano Harvey Milk asesinado junto al alcalde de San Francisco George Moscone el 27 de noviembre de 1978. Siendo la primera escuela de estas características en el mundo. 
La escuela fue fundada por el Hetrick-Martin Institute (HMI), una organización que proporciona apoyo social a jóvenes en situación de riesgo, especialmente LGBT. Antes de convertirse en una escuela privada totalmente acreditada en 2002, la escuela fue administrada por el departamento de educación de Nueva York, independientemente del HMI. La escuela y la organización sin ánimo de lucro comparten el mismo edificio.
La escuela se fundó en 1985, en principio como un pequeño programa con dos aulas y solo una docena de estudiantes, en el que colaboraban el HMI y el centro de educación superior del departamento de educación de Nueva York. El departamento de educación administraba el centro y era responsable de las admisiones. El centro Harvey Milk se creó como un programa de educación alternativa para jóvenes a los que les era difícil o imposible asistir a clase en sus escuelas debido a las amenazas, el hostigamiento u otro tipo de violencia. Según un estudio que se realizó el 30% de los estudiantes homosexuales sufrió algún tipo de violencia en las escuelas corrientes.
Los estudiantes deben solicitar ellos mismos ser trasladados a esta escuela. La tasa de graduación de la escuela es del 95% y más del 60% de sus alumnos continúan en la educación superior. Un 13% de los alumnos de la escuela son heterosexuales y están allí por haber sufrido acoso por ser homosexuales sus progenitores.

## Estatutos y objetivos
«Imaginamos una escuela donde todos los estudiantes sean retados a cuestionar el mundo que les rodea, para desarrollarse sanamente, con identidad propia, para participar en experiencias cívicas y sociales positivas que les permitan articular y desarrollar sus objetivos formativos y profesionales. Buscamos cultivar un programa académico global haciendo hincapié en la cultura general, la difusión tecnológica, y la adquisición de habilidades de aprendizaje para toda la vida. Con el apoyo de una amplia cantidad de servicios proporcionados por el Hetrick-Martin Institute (HMI) y la implicación de los padres/tutores de nuestros alumnos en el proceso educativo esperamos que todos los miembros de la comunidad educativa del colegio compartan la responsabilidad de crear y mantener un ambiente de aprendizaje seguro, académicamente riguroso que apoye a los estudiantes a alcanzar los estándares educativos.
La Harvey Milk High School (HMHS) es una escuela de traslado abierta para todos los estudiantes la ciudad de Nueva York que busquen una experiencia educativa alternativa a sus actuales institutos donde puedan expresar su individualidad e identidad. La HMHS proporciona a los estudiantes una pequeña comunidad de aprendizaje única, que cultiva un ambiente diseñado para apoyar el desarrollo educativo, social y emocional que los prepare para la edad adulta, la universidad y el mundo laboral. El colegio ofrece a los estudiantes una experiencia académica rigurosa en línea con los estándares y expectativas educativas del estado de Nueva York. La HMHS utiliza el pensamiento crítico para incorporarlo a nuestra historia, nuestras experiencias vitales y las lecciones del mundo que nos rodea.»

## Controversias
El proyecto de la escuela se desarrolló gracias a la inversión municipal de 3,2 millones de dólares en 2003 siendo alcalde Michael Bloomberg, del Partido Republicano. El Senador demócrata Rubén Díaz se opuso a la medida y puso un pleito ante la corte suprema de Nueva York aduciendo dedicar que tal suma de dinero público para sólo un centenar de estudiantes, por tener una orientación sexual diferente, era ilegal y discriminaba a los chicos heterosexuales que tenían que ir a escuelas más pobres. La demanda fue desestimada.
Ha habido otras críticas que acusaban a la escuela de ser un gueto y que no se debía segregar a los alumnos. Además de alegar que separar a los alumnos en una edad tan temprana podría influirlos cuando todavía no se ha definido totalmente su sexualidad.